# 横須賀市立不入斗中学校
横須賀市立不入斗中学校（よこすかしりつ いりやまずちゅうがっこう）とは、神奈川県横須賀市坂本町にある市立中学校。

## 沿革
- 1947年（昭和22年） - 開校。
- 1956年（昭和31年） - 日本一のマンモス校になる。
- 1959年（昭和34年） - 横須賀市立桜台中学校、横須賀市立常葉台中学校（現、横須賀市立常葉中学校）を分離。
- 2005年（平成17年） - 2学期制になる。
- 2012年（平成24年） - 横須賀市の学力向上推進モデル校となる[1]。（一年度限り）

## 学校教育目標
明るい、正しい、仲良い
明るく元気にあいさつがかわせる生徒
正しい判断と正しい行動がとれる生徒
仲間を大切にし、思いやりがある生徒

## 部活動

### 運動部
- 野球部
- 卓球部
- サッカー部
- 剣道部
- 陸上部
- バドミントン部
- バレーボール部
- バスケットボール部
- 水泳部
- ソフトテニス部
- 駅伝部

### 文化部
- 吹奏楽部
- 美術部
- 写真部
- 科学部

## 通学区域
2014年度は以下の通りである。
- 富士見町3丁目
- 田戸台（78番～80番、84番～88番、91番、92番を除く）
- 深田台
- 上町
- 不入斗町1丁目～3丁目、4丁目の内22番～46番
- 鶴が丘
- 平和台
- 汐見台
- 望洋台
- 佐野町1丁目～4丁目、5丁目（12番～26番を除く）、6丁目（9番～33番を除く）

また、以下の地域は他校の通学区域であるが、通うことができる。
- 坂本町3丁目のうち彩の丘住宅地
- 不入斗町4丁目（22～46番地を除く）
- 衣笠栄町3丁目62番地

## 進学前小学校
- 横須賀市立豊島小学校 - 全域
- 横須賀市立鶴久保小学校 - 全域

また、公立学校選択制により、以下の学校からも進学できる。
- 横須賀市立逸見小学校
- 横須賀市立沢山小学校
- 横須賀市立桜小学校
- 横須賀市立汐入小学校
- 横須賀市立諏訪小学校
- 横須賀市立田戸小学校
- 横須賀市立公郷小学校
- 横須賀市立森崎小学校 - 公郷中学校が通学区域の地域のみ
- 横須賀市立城北小学校
- 横須賀市立衣笠小学校 - 衣笠中学校が通学区域の地域のみ

## 交通
- 京浜急行バス
  - 坂本一丁目バス停からすぐ
  - 不入斗中学バス停からすぐ
  - 坂本坂上バス停より徒歩6分

## 著名な出身者
- 水上善雄（元プロ野球選手）
- 早坂圭介 （元プロ野球選手)
- 廣川泰三（元大相撲力士）
- 山口百恵（元歌手・アイドル歌手、元女優）
- 猪熊功（元柔道家）
- 北乃きい（女優）
- 宇野薫（総合格闘家）